# Parshuram
Parshuram es un subdistrito (upazila) del distrito (zila) de Feni, de la región de Chittagong, en Bangladés, con una población estimada en marzo de 2016 de 101 062 habitantes.
Se encuentra ubicado al sureste del país, cerca de la frontera con India y de la costa del golfo de Bengala.